# 醉玲珑
《醉玲珑》，根据十四夜的同名小说改编，此剧讲述了明君元凌与冥衣楼圣巫女凤卿塵刻骨銘心的故事。
2016年10月开拍，2017年3月杀青 。2017年7月13日起在东方卫视每周四周五播出，9月6日起改成每周三，周四和周五播出。台灣愛奇藝台灣站，7/13起每周四五晚間24:00獨家播出。
另外加拍醉玲瓏番外之玲瓏醉夢是由黃純、謝律和賈方執導，龔俊、徐沐嬋、徐嘉葦、馬春瑞等聯袂主演的古裝言情網絡劇，是古裝玄幻勵志劇《醉玲瓏》的番外篇，於2017年10月11日在優酷上線。

## 播放頻道及時間
| 頻道          | 所在地   | 播映日期       | 播出時間                                   |
| 東方衛視      | 中国大陆 | 2017年7月13日  | 星期四、五 22:00 9月6日起 星期三至五 22:00 |
| myTV SUPER    | 香港     | 2017年7月25日  | 陸續上架                                   |
| 華語劇台      | 香港     | 2018年2月20日  | 星期一至五 22:30-23:30                     |
| 翡翠台        | 香港     | 2019年6月26日  | 星期一至五 10:30-11:30                     |
| Astro全佳HD   | 马来西亚 | 2017年8月14日  | 星期一至四 21:00-22:00                     |
| HUB娛家戲劇台 | 新加坡   | 2017年8月19日  | 星期六、日 19:15-21:00                     |
| 新传媒8频道   | 新加坡   | 2019年3月13日  | 星期一至五 23:00-00:00                     |
| 中華TV        |          | 2017年12月25日 | 星期一至五 20:00                           |
| GMM25         | 泰國     | 2018年1月22日  | 星期一至五 18:20-20:00                     |
| 八大第一台    | 臺灣     | 2018年6月27日  | 星期一至五 20:00-21:00                     |
| 八大戲劇台    | 臺灣     | 2018年6月27日  | 星期一至五 22:00-23:00                     |
| 中天綜合台    | 臺灣     | 2019年3月27日  | 星期一至五 20:00-22:00                     |

## 故事简介
鳳卿塵是巫族聖巫女，掌管巫族聖物九轉玲瓏石，可預知未來甚至扭轉乾坤。偶然機會救下被追殺的西魏四皇子元凌，兩情相悅。元凌欲娶鳳卿塵為后，但依照祖制，巫族不得與皇族通婚。元凌不顧天下人的反對執意娶卿塵為后，引發震盪，卿塵被巫族驅逐，七皇子湛王趁機發動兵變。眼見元凌因為自己而被逼至生死邊緣，卿塵發動巫族禁術九轉玲瓏陣，打破現實世界重構了一個新的世界。

來到重構世界後，卿塵卻發現周遭的一切已經物是人非，巫族背負了謀逆血案，元凌身世也迷霧重重，面對卿塵，元凌已完全宛若陌路。命運讓他們再度相遇，卿塵卻不得不隱藏自己對元凌的深情，暗中守護、輔助元凌。相守相知卻不敢相戀，情路坎坷而又漫長，當時空扭轉，前塵不再，相逢的人可否再攜手？

## 名詞簡介
巫族

巫族是一直负责拱衛西魏皇室正道的秘密组織，巫族相信万物有灵，而且可以通过精神感召使用自然靈力之術，持祈禱、治病並能以法術助戰，知道详情的並不多，但有些人對巫族的力量恐懼，便設計毁了它。
離境天

是巫族所居住的地方，長老以靈力保護當地不受外界紛擾，巫族長老會去各地找尋有靈力的孩子，將他們帶回培訓。
九轉玲瓏石

只有聖女之血才能以九轉玲瓏石啟動九轉玲瓏陣，重構世界。在第五集明確說明功用：“玲瓏陣啟，靈石會散落在虛空之境，惟有重新收集九個靈石，方能以境換境，更改發生的一切。”
以境換境

啟動九轉玲瓏陣會開啟一個新時空，作為換境的材料；第二時空是玲瓏石創造出來的與第一時空平行的時空，第二時空里面的人物命運與第一時空是不同的， 聖巫女要在限制的條件內在第二時空完成任務，如果她沒死並且任務完成，那麼能回到第一時空，不然就是在第二時空死掉。
本作品中，換境的前提條件是進了第二時空集齊散落的九顆靈石。並在集齊九個石頭之前把二時空塑造成自己想要的樣子，最終，以自己塑造的第二時空去替換原本的第一時空。
暗巫

根據《醉玲瓏》原著小說，暗巫原為巫族一脈，因巫族大長老間發生爭執，部分巫族出走，分裂成陽巫和暗巫。 陽巫成立了冥衣樓一系，暗巫成立了碧血閣。鳳卿塵出生在暗巫勢力的鳳家，因為被巫族從小擄走，刪除了記憶，並以十二奇花封印了陰星身份。拜了巫族長老為師，從此成為巫女。在電視劇《醉玲瓏》里，鳳卿塵以上述巫族的巫女為第一時空背景，第二時空則是鳳家二小姐因擄走後意外死亡，產生一個鳳卿塵不存在的時空。

## 劇中人物

### 主要人物
| 演员   | 角色        | 國語配音 | 粵語配音 | 备注 |
| 劉詩詩 | 凤卿尘 文清 | 季冠霖   | 劉惠雲   | 冥衣樓樓主，巫族的聖巫女，雙星中的陰星，深愛元凌，為了他不惜代價開啟九轉玲瓏陣。 在第二時空，與鳳家大小姐容貌相似，為了調查暗巫一事，偽裝成鳳家二小姐。因破獲天舞醉坊一案居首功，被天帝冊封清平郡主，然而元安為了制止元凌與卿塵的選妃決定，元凌與卿塵同闖 日晷陣 後安然出陣後，命其擔任御前女官。後巫女身份暴露，遭暗巫及元安追殺，成功拱元凌繼位。因無法集齊玲瓏石而生命垂危。 |
| 陳偉霆 | 元凌        | 邊江     | 梁偉德   | 西魏四皇子，實為先帝與蓮妃之子，非元安所生。雙星中的陽星，人稱戰神，玄甲軍統帥；性格果斷、從不服輸，心思深沈縝密。第一時空得巫族相助，奪昏君元安皇位，並與聖巫女卿塵相戀，但卻在大婚之時因元湛發動兵變被逼退位，且因兵變時元安趁亂撞到元凌劍上，落得弒父罪名。經歷第一、二時空的生離死別，與卿塵成親後透過計謀奪回皇位，並在十年後禪讓皇位於元湛，最後與卿塵歸隱山林。          |

### 巫族
| 演员   | 角色   | 國語配音 | 粵語配音 | 备注 |
| 韓雪   | 桃殀   | 原音     | 鄭麗麗   | 巫族長老，與昔邪彼此相愛。第一時空失去昔邪，已知凤卿尘是從另一時空而來。第二時空，為救卿塵與冥魇，將靈力轉移至幽靈石，瞬間將其二人送至洮陽城，後受到元溟攻擊後犧牲。在兩個時空裡，皆與昔邪生死離別。 |
| 韓棟   | 昔邪   | 趙毅     | 蘇強文   | 巫族長老，卿塵的師父，與桃殀彼此相愛。第一時空，為了救元凌犧牲。第二時空，身受重傷，被蓮妃所擒，用暗巫禁術關起來，被莫長老救出。 |
| 張弓   | 莫不平 | 湯水雨   | 朱子聰   | 巫族長老，太常寺正卿，精通星相命理之術，冥衣樓冥劍護劍使。 |
| 马春瑞 | 冥魇   | 陸庚宜   | 張頌欣   | 巫族巫女，桃殀長老大弟子。冥衣樓搖光宮護劍使，假扮太常寺的侍衛接近元漓而漸漸喜歡上元漓。 |
| 马月   | 碧瑶   | 路熙然   | 吳羨婷   | 巫族巫女。 |
| 鮑天琦 | 定水   | 邱秋     | 曾秀清   | 暗巫之首領，曾是巫族最年輕的長老，因與先皇相戀違反族規，願放棄巫族身份而進入刀山火海陣，後來在刀山火海陣中假死，用暗巫禁術改變容貌，以蓮妃之容貌及身份嫁入宮中。後來因皇后發現其真實身份而殺了皇后，為報當年被巫族逐出及巫族縱容元安弒兄奪嫂之仇，將皇后之死塑造成被巫族所害，導致離境天被毀、巫族離散，甚至還動用了巫族的紫魂晶重塑己身，想假冒定水再次死亡的假象，並以八名宮女的性命創造禁制，將昔邪長老關於密室中。 |
| 柴蔚   | 美牙   |          | 成瑤孆   | 巫族巫女，卿塵幫巫女們解開禁制後身體虛弱，於是美牙陪在卿塵身邊照顧，卿塵醒後美牙陪她去斜陽谷救凌王，卻不幸被梁國軍所殺。 |

### 西魏皇朝
| 演员   | 角色                | 國語配音 | 粵語配音                      | 备注 |
| 徐海喬 | 元湛                | 張杰     | 陳灝瑋                        | 西魏七皇子，溫文優雅，實則心機深沉，九轉玲瓏陣開啟前在元凌的婚禮上發動兵變謀反，逼元凌退位。 第二時空的元湛揭發了元汐之死的真兇及殷家貪墨案，導致殷家沒落、眾叛親離、母妃殷貴妃被打入冷宮；殷貴妃因此對元湛甚不諒解，元湛決心用別的方法奪回殷家失去的一切。而這一時空的元湛深愛鳳卿塵，為了鳳卿塵甘願放棄掉皇位，最後當上了皇上。 |
|        | 先帝                |          |                               | 西魏先皇帝，被弟弟元安篡位奪嫂，離世前留下傳國玉璽和先皇遺詔。 |
| 劉奕君 | 元安                | 原音     | 李錦綸                        | 西魏皇帝，心狠手辣，弒兄奪位，並害死先皇，霸占先帝寵妃，不顧兄弟與父子之情。 |
| 蔣林靜 | 清如                |          | 黃玉娟                        | 西魏皇后，因在佛堂為天帝祈福，而發現定水假扮蓮妃而慘遭殺害。 |
| 高一清 | 元灏                | 齊斯伽   | 黃啟昌                        | 西魏皇太子，天帝長子與九皇子元溟是同皇后所出的親兄弟。雖然身為太子，一人之下萬人之上，卻從容風雅，醉心山水書畫而不貪戀皇權。 不喜宮廷內鬥，性格溫和，深愛鸞飛，然而，他不曾得知的是，鸞飛是元溟安排在他身邊的棋子，最後押送軍糧至洮陽城，中途被困在古城之中，在元凌去解圍之時被暗巫偷襲重傷，假死之後與張束雲遊四海。             |
| 季晨   | 元濟 (幼時：張君碩) | 彭堯     | 劉奕希（幼年：陳琴雲）        | 西魏三皇子，在第二時空堪稱是線索型人物，他的一舉一動都牽動着劇情的發展，和鳳卿塵、元凌之間，更有着引人糾隔的關係，最後因要保護九皇子而割喉身亡。 |
| 王若麟 | 元汐                |          | 李鎮然                        | 西魏五皇子，母殷貴妃，與七皇子元湛為同胞母。背負殷家的利益，一直鞏固母族在朝中的勢力，與南梁蕭績勾結欲剷除四皇子元淩，元淩識破奸計後，被母族派出的殺手殷素殺害。 |
| 張赫   | 元溟 (幼時：章哲諭) | 原音     | 鍾見麟（幼年：廖杏茵）        | 西魏九皇子，與皇太子同胞母為皇后所出。所出狼子野心，性格陰沉，擅於心計。碧血閣閣主，掌管暗巫一族，誓要奪位。暗中培養多方勢力，是一個自私自利之人，把鸞飛當做棋子，虛情假意，最終在鸞飛殉情之後，內疚喝毒藥，瀕死後用暗巫禁術，八命換一命，不定期以人形毒煞護其心脈。最後闖進古城中刺殺元凌被元凌砍傷，掉落被木樁刺中而死。        |
| 龔俊   | 元澈                | 蘇尚卿   | 林筠翔                        | 西魏十一皇子，坦率忠誠、自由不羈。一心跟在元凌身前，隨他征戰沙場，出生入死，出謀劃策，且忠誠不二。在凌王遭到陷害的時候，十一還是處處維護淩王，兩人可謂是兄弟情深。與華翊郡主殷采倩是一對歡喜冤家，故意施計讓采倩認清自己心中所屬，後莫不平從中撮合兩人婚姻。最後在洮陽城攻破之時，被木頦沙重傷昏迷不醒。                          |
| 徐嘉苇 | 元漓                | 原音     | 鄧港文                        | 西魏十二皇子，與十一皇子元澈是一母同胞的親兄弟，亦是天帝元安最小的兒子。 在第二時空自由、灑脫、淋漓，遠離城市自得其樂，眉眼清秀充满少年氣息，而真實身分是玲瓏使，與卿塵合作尋回玲瓏石，多次幫助卿塵，喜歡冥魘。 |
| 方晓莉 | 殷贵妃              | 李金燕   | 謝潔貞                        | 元湛、元汐母妃，為了殷家利益不擇手段，心狠手辣，暗中默許殷家殺了汐王，又對元廷下毒，並在他脖子上劃上傷口，欲栽贓凌王。後來湛王將事情揭發，並上交殷家貪污罪證，元安大怒，將其打入冷宮、終身監禁。因干政遭元安嚴惡，為使湛王奪權，最後跳城樓自殺。                                                                                  |
| 婁亞江 | 殷監正              | 張磊     | 葉振聲                        | 右丞相，殷貴妃之兄長。 |
| 徐沐婵 | 殷采倩              | 徐佳琦   | 何寶珊                        | 元湛表妹，殷監正之女，华翊郡主，自幼喜歡元凌，後來成為澈王妃。 |
| 衛羽   | 殷素                |          | 劉昭文                        | 汐王身邊軍師，為保全殷家，在密林中以毒銀針殺死汐王，之後假死藏於民間。殷家帳本為其所作，後為保其夫人，在大殿上誣陷凌王為殺汐王之兇手，但因湛王揭發，最後被賜死。 |
| 陸梅芳 | 鄭彤                |          | 詹健兒                        | 汐王側妃，無意中聽見殷貴妃與殷監正之對話，得知汐王死亡真相而招來殺身之禍，所幸得湛王及凌王幫助，最後因元廷盜竊軍印，與元廷發配汐王封地，終生不得進京。 |
| 黄海格 | 元廷                |          | 李致林                        | 汐王之子，被殷貴妃利用為欲加害凌王的棋子，最後因說出殷貴妃要其盜竊凌王軍印的事情，被元安下旨與汐王妃前往汐王封地，終生不得進京。 |
| 李呈媛 | 靳慧                | 邱秋     | 陳皓宜                        | 湛王側妃，溫良賢淑，通情達理。深愛元湛默默付出，明知元湛對鳳卿塵的情愫卻隱忍心底，元湛雖不愛她卻敬重她，情不重不生娑婆。 |
| 楊韜歌 | 李麟                |          | 李震權                        | 湛王隨從。 |
| 曾黎   | 蓮貴妃 茉蓮         | 李世榮   | 陸惠玲                        | 元凌母妃，先皇在世時的寵妃，後被元安所奪，納為妃子，實則是暗巫大長老定水，當時假死並改換容貌嫁入宮中。 |
| 陽光   | 孫侍                |          | 馮志輝                        | 太監總管。 |
| 陳忻澤 | 衛長征              |          | 陳成港                        | 原為第二時空護送巫女流放至邊疆的軍隊將領，後追隨凌王，為玄甲軍將領。 |
| 胡森   | 秦展                |          | 巫哲棋（前期）/黃積權（后期） | 御林軍統領。 |
| 蘇航   | 張束                |          |                               | 太子麾下御林軍隊統領，後遭元安廢位。與元灝一起假死後雲遊四海。 |
| 傅隽   | 鳳衍                | 楊默     | 陳永信                        | 左丞相、太子太傅。與假扮為蓮妃的定水暗中勾結；為隱瞞皇后之死真相且為保鳳家全家，殺了自己的女兒纖舞。為除卿塵而向元安揭穿卿塵的巫女身份失敗。 |
| 劉詩詩 | 鳳纖舞              |          | 劉惠雲                        | 溟王妃，鳳家長女，鳳卿塵大姊，早逝，死前心願是要找到失散二十多年的二妹。 |
| 劉穎倫 | 鳳鸞飛              | 原音     | 羅孔柔                        | 凤家幺女，凤卿尘三妹，御前女官。活泼可爱，天真单纯，喜欢元溟，被其利用诱惑元灏私奔以达到废黜太子争夺皇位的目的。最終為幫元溟求一條生路而自殺於太子懷中。 |
| 鄭勝利 | 鳳囚                |          | 蕭徽勇                        | 鳳家管家，鳳相心腹。 |
| 張柏俊 | 秦國公              |          | 譚炳文                        | 在第一時空反對元凌與聖巫女大婚，後來被暗巫操控一頭撞死在城門前。 |
| 許鑫   | 陸遷                |          | 李安邦（前期）/張方正（后期） | 江南第一才子。 |

### 南梁
| 演员   | 角色 | 國語配音 | 粵語配音 | 备注                                                               |
| 张明明 | 萧绩 |          | 麥皓豐   | 南梁王爷，南康王，囚鳳卿塵而被元凌所殺。                           |
| 毛方圆 | 萧续 | 彭堯     | 李致林   | 南梁王爷，廬陵王，最後攻破古城想活捉元灝被元凌一繩吊死在門樓之上。 |

### 阿柴族
| 演员   | 角色   | 國語配音 | 粵語配音                   | 备注 |
| 王崗   | 伏連籌 | 郭政建   | 盧國權                     | 阿柴族王。 |
| 古銘瀚 | 夸呂   |          | 胡家豪                     | 阿柴族王子。 |
| 黃夢瑩 | 朵霞   | 楊婧     | 凌晞                       | 阿柴族公主，于阗王的掌上明珠。凌王妃(有名無實)。為了保護族人，與元凌假結婚。又與木頦沙假結婚，實則藉機殺了他，最後和木頦沙同歸於盡。死後化為血玲珑，第二時空為靈石之一。 |
| 徐劍   | 木頦沙 | 原音     | 周倚天／陳卓智（代配53集） | 阿柴族將軍，自幼與朵霞一同長大。喜歡朵霞。後期叛變，與梁軍蕭續勾結。最後與朵霞同歸於盡。                                                                                 |

### 其他人物
| 演员   | 角色   | 國語配音 | 粵語配音 | 备注                                                                                   |
| 湯晶媚 | 武娉婷 | 白雪岑   | 魏惠娥   | 天舞醉坊坊主，是一名暗巫，元溟的心腹。最後在操控人形毒煞之際被莫長老一掌偷襲重傷致死。 |
| 鄭業成 | 玲瓏使 | 趙毅     | 黃積權   | 九轉玲瓏使，守護九轉玲瓏陣。                                                           |

## 幕後花絮
- 編劇饒俊透露自己在進行《醉玲瓏》改編時，會跟原著作者溝通。這樣的方式既能發揮他作為改編者的作用，又能通過作者來保證對小說的還原度和忠實度。尤其是人物性格這些要素，原著作者的拿捏是最準確的。
- 在定妝過程中，導演林玉芬也每天都會準時到達現場與設計師和演員溝通。由於所有盔甲都由真皮和金屬打造，單件均超過20斤，為保證畫面呈現的舒服流暢的林玉芬會讓演員穿上盔甲帶戲表演一遍。此外，張叔平對細節要求高到連陳偉霆鎧甲上的一個鉚釘都不放過。為了整體的美感，他堅持要在原有服飾上再補上一顆新的才算通過。
- 陳偉霆透露在拍攝元凌強吻鳳卿塵的戲前，吳奇隆有探班；得知有這場戲後，吳奇隆對劉詩詩說沒關係，要她好好拍。但在拍的時候，吳奇隆沒有在現場，而這讓不好意思的陳偉霆也就放心地演。
- 已導兩個月戲的林玉芬表示，劉詩詩和陳偉霆雖然是第一次合作，但在鏡頭里表現卻相當默契。雖然拍了兩個月，但林玉芬對二人還是有十足的新鮮感。
- 與劉詩詩合作過《步步驚心》的韓棟表示，劉詩詩比那時的她更愛笑了，有時候誇她一句，她能笑半天。劉奕君也多次感慨劇組的年輕演員們笑點低，經常會哄堂大笑，而自己並不太明白他們笑什麼，特別是劉詩詩。也因為劉詩詩笑點低，龔俊跟她搭戲沒有距離感。
- 2017年3月10日，劇組為劉詩詩慶生，劉詩詩在劇組度過了其30歲的生日。
- 剪輯師曾「抱怨」，這是自己入行十多年、剪了幾十部戲後見過的打戲最多的作品，「進組五個多月來，每天做夢也在剪戲。」
- 劉詩詩和陳偉霆給了製片方100多天的檔期，除了非常危險需要專業功底的動作戲，其他所有戲份都親力親為。
- 武术指导曹华称赞陳偉霆“很会打”，并透露已为他设计了许多长镜头的打戏。他说长镜头对演员的技术能力有很高的要求，普通演员只能用常规性的短切镜头，但偉霆的功底很好，所以可以一气呵成地完成很多高难度的动作，看着很过瘾。

## 幕後製作

### 創作背景
該劇改編自十四夜同名小說，同時也嘗試全新的雙時空平行交疊的世界觀架構，雙時空中愛情和權謀的交錯糾纏，看似獨立又互為因果，為觀眾提供了更多思考空間。「雙時空」的概念，將愛情、權謀、戰爭、冒險、奇幻多維交錯，懸念層層推進，烈戀驚心動魄，它讓一切都可以重來。然而，該劇卻更希望向觀眾傳達一種最樸素的道理，哪怕時空可以締造，生活可以重啟，但最珍貴的東西是恆定不變的。正如製片人唐麗君所說：「我們做這部劇，最終的目的還是希望大家能回歸現實，活在當下，珍惜現在所擁有的，走好眼前的每一步。」

### 劇情改編
東方傳統是《醉玲瓏》根植的文化土壤，劇中巫族和皇族的設定充滿了想像空間。為了更符合當下觀眾的情感價值觀，該劇的編劇團隊在編審韓佩貞的帶領下，與原作者十四夜在小說基礎上做了很多創新，花了兩年時間數易其稿，在完善人物與情節的同時，也將「家國大義」融入了故事的思想內涵中，在歷史背景添上了幾許東方奇幻色彩，諸如「雙時空」、「造夢」、「瞬間轉移」、「移形換影」、「聽心」、「停滯時空」等元素被運用於劇中，揭秘中國最古老而神秘的族群——「巫族」的奇妙世界，通曉天地而造福百姓，同時闡釋了「活在當下」的哲學意義。

### 製作班底
《醉玲瓏》延續《花千骨》原班主創，如製片人唐麗君、導演林玉芬、編劇饒俊等，該劇幕後製作團隊陣容有造型總監張叔平、造型設計方思哲、美術總監陳浩忠、武術指導李才等。
造型總監張叔平，憑藉電影《一代宗師》獲第86屆奧斯卡金像獎最佳服裝設計提名。造型設計方思哲先後擔任過電影《十月圍城》，電視劇《步步驚心》等多部影視作品服裝設計。美術總監陳浩忠的電影《臥虎藏龍》，電視劇《甄嬛傳》、《三生三世十里桃花》等都讓人印象深刻；武術指導李才代表作有《英雄》、《十面埋伏》和《畫皮2》等。此外，還請來了李昭樺擔任視效總監。

### 服裝道具
該劇盔甲多達500多套，造型3000多個，整個設計製作週期近五個月，服裝設計方思哲表示為該劇的服裝製作量，能趕上他一年的製作量。所有盔甲都由真皮和金屬打造。此外，每位皇子的盔甲都是根據他們的性格純手工度身定制，平均每件耗時3個月；平均每件大將甲40斤、演練甲35斤，總計耗費甲片4萬有餘。
為保證畫面的質感，幾位主角的服飾全部由純手工縫製。劇中陳偉霆的一件朝服整體以陶瓷珠片拼繡出面料紋路，由三位老師一針一線通力合作了一個多月才完成；這套服裝經稱量，僅一件外衣的重量就高達13斤。在鳳卿塵郡主造型上，為了突出鳳卿塵性格、身份，張叔平將風琴褶元素與古風融合，並選擇了克重較大、密度較高的紗質面料，多層次的搭配將飄逸和厚重做到平衡。同時，這套的紗質外衣上那些遠看極富立體感的花紋，每一層的花瓣也都是手工疊加縫製，花了兩位老師兩週的時間才將其縫滿至整件衣服。
張叔平團隊對細節的要求高，諸如內襯的顏色層次搭配、顏色的深淺均要反复揣摩，甚至精細到帽子繩結雙耳蝴蝶結的大小、腰封腰帶錯落的角度長度都要精準調整。
劇中代表著「聖巫女」鳳卿塵靈力的靈蟲——金蝶，這款金蝶設計出六個不同版本。劇組在網絡發起粉絲票選，得票高的被選入該劇。
鳳卿塵僅編髮就有20餘款，皆為手工編制，耗時三個月。

### 美術布景
該劇沒有使用影視城中現有的景，全部均由陳浩忠帶領團隊全新設計搭建，僅搭建棚景就達30000平方公尺，包括劇中所使用的全部道具也為全新設計製作。
為了更真實地呈現大漠戰爭場面，劇組選在敦煌大漠實景拍攝。自進駐敦煌後，劇組規模達到600多人，車隊、馬隊每日要花費6個小時從劇組駐地往返片場。同時，為了保證拍攝水準，劇組也聘請了專業的禮儀和武行老師對演員進行專門訓練，還原歷史本身的厚重感。

### 武打設計
在動作戲的設計上，武術指導曹華以真實性與電影感為設計方針，皇族、巫族對比鮮明：皇族的打鬥突出棱角與力量，動作乾淨利落，而巫族的打鬥場面則更注重形式感，飄逸唯美但不花俏，與皇族「實打實」的風格反差強烈。

## 拍攝過程
該劇於2016年10月24日在敦煌正式開機。
由於有在敦煌實景拍攝，因此在該地的動作戲設計也與當地的山川風貌做了結合。敦煌有很多峽谷山川，因此在劇中以人物託大景的方式會比較多。劇組運用航拍以及一些攝影機，除了去還原人物的打鬥感覺之外，還能把敦煌的景色淋漓盡致地展現出來。
2016年12月12日，在象山開放媒體探班。
2017年3月，於象山殺青。

## 电视原声带
| 曲序 | 曲目                     |        | 作曲         | 演唱                       |
| ---- | ------------------------ | ------ | ------------ | -------------------------- |
| 1.   | 《玲珑》（主题曲）       | 刘畅   | 谭旋         | 张靓颖                     |
| 2.   | 《因你》（主题曲）       | 崔恕   | 徐浩、易子竣 | 陳偉霆                     |
| 3.   | 《泪伤》（主题曲）       | 林乔   | 金大洲       | 信                         |
| 4.   | 《你是我的王国》（插曲） | 毛方圆 | 毛方圆       | 毛方圆                     |
| 5.   | 《空情》（插曲）         | 林乔   | 杜雯媞       | 韩雪、韩栋                 |
| 6.   | 《不如笑歸去》（插曲）   | 路菱纱 | 胜屿         | 周传雄                     |
| 7.   | 《醉里红尘》（插曲）     | 林乔   | 杜雯媞       | 刘惜君                     |
| 8.   | 《风雨萧瑟》（插曲）     | 徐良   | 徐良         | 徐良                       |
| 9.   | 《不若相见》（插曲）     | 听海   | 钱雷         | 高一清                     |
| 10.  | 《你可知道》（插曲）     | 刘畅   | 谭旋         | 黄龄                       |
| 11.  | 《誅心淚》（插曲）       | 栾杰   | 谭旋         | 郁可唯                     |
| 12.  | 《天下》（插曲）         |        |              | 毛方圆、高一清、龚俊、张赫 |

## 收视率
| 中国 东方卫视 首播收视率 |               |             |             |             |           |           |           |           |           |           |                                       |
| 集數                     | 播出日期      | CSM52城市网 | CSM52城市网 | CSM52城市网 | CSM全国网 | CSM全国网 | CSM全国网 | CSM16省网 | CSM16省网 | CSM16省网 | 備註                                  |
| 集數                     | 播出日期      | 收視率      | 收視份額    | 排名        | 收視率    | 收視份額  | 排名      | 收視率    | 收視份額  | 排名      | 備註                                  |
| 1-2                      | 2017年7月13日 | 0.82        | 4.836       | 8           | 0.241     | 1.626     | 11        | 0.278     | 1.703     | 11        | 全國網收視排名不含央視                |
| 3-4                      | 2017年7月14日 | 0.861       | 4.763       | 6           | 0.28      | 1.85      | 12        | 0.291     | 1.797     | 10        |                                       |
| 5-6                      | 2017年7月20日 | 0.791       | 4.63        | 6           | 0.2       | 1.36      | 18        | 0.239     | 1.529     | 14        |                                       |
| 7-8                      | 2017年7月21日 | 0.892       | 4.725       | 3           | 0.32      | 2.11      | 11        | 0.307     | 1.873     | 8         |                                       |
| 9-10                     | 2017年7月27日 | 0.743       | 4.314       | 6           | 0.181     | 1.213     | 14        | 暂缺      | 暂缺      | 暂缺      | 全國網收視排名不含央視                |
| 11-12                    | 2017年7月28日 | 0.714       | 4.749       | 3           | 0.24      | 1.53      | 13        | 0.244     | 1.521     | 9         |                                       |
| 13-14                    | 2017年8月3日  | 0.899       | 5.47        | 1           | 0.27      | 2         | 15        | 暂缺      | 暂缺      | 暂缺      |                                       |
| 15-16                    | 2017年8月4日  | 0.699       | 3.686       | 4           | 0.24      | 0.61      | 16        | 暂缺      | 暂缺      | 暂缺      |                                       |
| 17-18                    | 2017年8月10日 | 0.72        | 4.319       | 8           | 0.24      | 1.71      | 19        | 暂缺      | 暂缺      | 暂缺      |                                       |
| 19-20                    | 2017年8月11日 | 0.861       | 4.69        | 3           | 0.35      | 2.25      | 11        | 暂缺      | 暂缺      | 暂缺      |                                       |
| 21-22                    | 2017年8月17日 | 0.753       | 4.524       | 7           | 0.26      | 1.84      | 14        | 0.245     | 1.698     | 11        |                                       |
| 23-24                    | 2017年8月18日 | 0.848       | 4.635       | 3           | 0.27      | 1.88      | 10        | 0.308     | 1.976     | 7         |                                       |
| 25-26                    | 2017年8月24日 | 0.718       | 4.695       | 7           | 0.211     | 1.682     | 11        | 0.231     | 1.768     | 11        | 全國網收視排名不含央視                |
| 27-28                    | 2017年8月25日 | 0.704       | 3.812       | 6           | 0.224     | 1.54      | 10        | 0.283     | 1.803     | 8         | 全國網收視排名不含央視 52城數據缺贛州 |
| 29-30                    | 2017年8月31日 | 0.721       | 5.848       | 4           | 0.22      | 2.35      | 13        | 0.242     | 2.462     | 10        |                                       |
| 31-32                    | 2017年9月1日  | 0.671       | 4.296       | 5           | 0.28      | 2.41      | 10        | 0.206     | 1.666     | 12        |                                       |
| 33-34                    | 2017年9月6日  | 0.58        | 3.899       | 4           | 0.16      | 1.39      | 20        | 0.2       | 1.584     | 12        |                                       |
| 35-36                    | 2017年9月7日  | 0.84        | 5.664       | 4           | 0.25      | 2.12      | 11        | 0.277     | 2.12      | 9         |                                       |
| 37-38                    | 2017年9月8日  | 0.731       | 4.673       | 4           | 0.22      | 1.89      | 15        | 暂缺      | 暂缺      | 暂缺      |                                       |
| 39-40                    | 2017年9月13日 | 0.451       | 3.076       | 11          | 0.19      | 1.69      | 18        | 0.226     | 1.799     | 13        |                                       |
| 41-42                    | 2017年9月14日 | 0.781       | 5.363       | 5           | 0.27      | 2.29      | 12        | 暂缺      | 暂缺      | 暂缺      | 52城數據缺三亞                        |
| 43-44                    | 2017年9月15日 | 0.673       | 4.056       | 7           | 0.21      | 1.21      | 19        | 0.26      | 1.878     | 9         |                                       |
| 45-46                    | 2017年9月20日 | 0.467       | 3.129       | 10          | 0.18      | 1.53      | 19        | 0.219     | 1.73      | 15        |                                       |
| 47-48                    | 2017年9月21日 | 0.827       | 5.808       | 5           | 0.25      | 2.17      | 16        | 0.355     | 2.978     | 6         |                                       |
| 49-50                    | 2017年9月22日 | 0.75        | 4.308       | 6           | 0.279     | 2.056     |           | 0.351     | 2.505     | 7         | 全國網收視排名不含央視                |
| 51-52                    | 2017年9月27日 | 0.459       | 3.087       | 11          | 0.195     | 1.762     |           | 暂缺      | 暂缺      | 暂缺      |                                       |
| 53-54                    | 2017年9月28日 | 0.854       | 5.998       | 3           | 0.313     | 2.806     |           | 0.338     | 2.703     | 8         |                                       |
| 55-56                    | 2017年9月29日 | 0.81        | 5.191       | 5           | 0.306     | 2.609     |           | 0.355     | 2.726     | 6         |                                       |
| 平均收視                 | 平均收視      | 0.737       | 4.51        |             |           |           |           |           |           |           |                                       |

1. 同时段或交叉时段主要节目：
  - 湖南：《楚乔传》／《浪花一朵朵》／《進擊吧，閃電》
  - 浙江：《秦时丽人明月心》
  - 山东：《春风十里，不如你》
2. 数据由广视索福瑞提供，调查范围为四岁以上之观众。
3. 以上收视排名包括央视在内。CSM16省网排名不含央视
4. 资料来源：卫视这些事儿、卫视走光了、数据狮、TV未知数

## 番外
有鉴于正剧的出色反响，以及元澈和元漓等角色的高人气，制作方在剧集播放过半时开始制作外传《醉玲珑番外之玲珑醉梦》。这部共12集的番外剧集于2017年2月23日在象山影视城开机，并于同年10月11日起在优酷开播，背景设定在正剧之后，讲述了十一皇子元澈（龚俊饰）与他的意中人殷采倩（徐沐婵饰）的故事。除了元澈、殷采倩、元漓、冥魇、元灏、张束、殷监正和九转玲珑使的回归外，以下新角色也出现在了番外中：
| 演員   | 角色   | 介紹                         | 配音 |
| ------ | ------ | ---------------------------- | ---- |
| 宫正楠 | 莫青藜 | 碧血阁暗巫，元漓年少时的友人 |      |
| 张洋   | 秦冰菱 | 碧血阁暗巫                   |      |
| 周彦辰 | 易槐   | 元澈的近卫和友人             |      |
| 邱辉   | 陈牧   | 元澈的副手                   |      |
| 谭琍敏 | 苏贵妃 | 元澈和元漓的母妃             |      |

## 外部連結
《醉玲珑》的新浪微博
| 中国大陆 东方卫视 “心跳80分”周播剧场 星期四、五 22:00 - 00:00 · 9月6日起 星期三至五 22:00 - 00:00                                                                                            | 中国大陆 东方卫视 “心跳80分”周播剧场 星期四、五 22:00 - 00:00 · 9月6日起 星期三至五 22:00 - 00:00 | 中国大陆 东方卫视 “心跳80分”周播剧场 星期四、五 22:00 - 00:00 · 9月6日起 星期三至五 22:00 - 00:00 |
| --- | ------------------------------------------------------------------------------------------------- | ------------------------------------------------------------------------------------------------- |
| | 醉玲珑 （2017年7月13日－2017年9月29日）                                                           |                                                                                                   |
| 新時段 | 軒轅劍之漢之雲（第21-54集） （2017年10月5日－2017年12月14日）                                     |                                                                                                   |
| 马来西亚 Astro全佳HD 星期一至四 21:00 - 22:00 |                                                                                                   |                                                                                                   |
| 外科风云 （2017年5月8日－2017年7月20日）鬼吹灯之精绝古城 (两集连播)(重播) （2017年7月24日－2017年8月9日）                                                                                    | 醉玲珑 （2017年8月14日－2017年11月16日）                                                          | 河神 （2017年11月20日 - 2017年12月28日）                                                          |
| 新加坡 HUB娛家戲劇台 星期六、日 19:15 - 21:00（兩集播出） |                                                                                                   |                                                                                                   |
| 三生三世十里桃花 （2017年4月15日－2017年8月13日） | 醉玲瓏 （2017年8月19日－2017年11月25日）                                                          | 秦時麗人明月心 （2017年11月26日-2018年2月17日）                                                   |
| 香港 myTV SUPER 華語劇台 星期一至五 11:45 - 12:45、15:15 - 16:15、18:00 - 18:45、19:30 - 20:30及22:30 - 23:30                                                                                |                                                                                                   |                                                                                                   |
| 擇天記 （2017年12月8日－2018年2月19日） | 醉玲瓏 （2018年2月20日－2018年5月8日）                                                            | 琅琊榜之風起長林 （2018年5月9日－2018年7月17日）                                                  |
| 臺灣 八大第一台 每週一至週五 20:00 - 21:00 |                                                                                                   |                                                                                                   |
| 美女愛大叔（20:00 - 22:00） （改為21:00 - 23:00播出） （2018年6月20日－2018年6月26日） | 醉玲瓏 （2018年6月27日－2018年9月12日）                                                           | 那年花開月正圓（重播） （2018年9月13日－2018年11月2日）                                           |
| 臺灣 八大戲劇台 每週一至週五 22:00 - 23:00 |                                                                                                   |                                                                                                   |
| 那年花開月正圓 （2018年3月14日－2018年6月26日） | 醉玲瓏 （2018年6月27日－2018年9月12日）                                                           | 對我說謊試試（重播） （2018年9月13日－2018年10月16日）                                            |
| 臺灣 中天綜合台 每週一至週五 20:00 - 22:00 |                                                                                                   |                                                                                                   |
| 女醫明妃傳 （2019年2月18日－2019年3月26日） | 醉玲瓏 （2019年3月27日－2019年5月10日）                                                           | 香蜜沉沉燼如霜 （2019年5月13日－2019年7月2日）                                                    |
| 新加坡 新传媒8频道 星期一至五 23:00 - 00:00 |                                                                                                   |                                                                                                   |
| 楚乔传 （2018年12月17日－2019年3月12日） | 醉玲珑 （2019年3月13日－2019年5月29日）                                                           | 小女花不弃 （2019年5月30日－2019年8月8日）                                                        |
| 香港 無綫電視翡翠台 星期一至五 10:30 - 11:30（若當日為公眾假期暫停播映） · 6月26、28日、7月22日、8月21日 10:25-11:30 · 7月1日暫停播映 · 8月5日 10:45-11:35 · 9月5日 10:30-11:15、12:00-12:10 |                                                                                                   |                                                                                                   |
| 秋香怒點唐伯虎 （2019年5月28日－2019年6月25日） | 醉玲瓏 （2019年6月26日－2019年9月12日）                                                           | 那年花開月正圓 （2019年9月13日－2019年12月31日）                                                  |

|below=2017年5月1日起黄金剧场更名为东方剧场，2018年8月7日起周播剧场更名为精品剧场
}}